# Бобко, Кэрол Джозеф
Кэрол Джозеф Бобко (англ. Karol Joseph "Bo" Bobko; 23 декабря 1937 — 17 августа 2023) — астронавт, полковник военной авиации (США) в отставке.

## Биография
Кэрол Джозеф Бобко родился в Нью-Йорке в семье, имеющей украинские и литовские корни. Учился в Нью-Йоркской Бруклинской технической школе, Военно-воздушной академии (1959), Университете Южной Калифорнии (1970).
Принят в группу астронавтов НАСА (Национальное космическое агентство) в 1969 году. Бобко трижды летал в космос: впервые как пилот — 4—9 апреля 1983 года (STS-6), 12—19 апреля 1985 года (STS-51D) и 2—7 октября 1985 года (STS-51J) — как командир. Является первым человеком, летавшим в космос на трёх разных шаттлах. Как пилот налетал свыше 6600 часов, как астронавт находился в космосе 386 часов.
Трижды награждён медалями НАСА за участие в космических полетах, двумя медалями НАСА за отличную службу, орденом «За заслуги» и другими престижными наградами.
В 1988 году вышел в отставку из НАСА и ВВС США, работал в фирме Booz Allen Hamilton в Хьюстоне (штат Техас). С 2000 года вице-президент по стратегическим программ компании Spacehab, Inc. в Хьюстоне. В 2005 году стал программ-менеджером контракта NASA SimLabs в корпорации SAIC. 7 мая 2011 года был введён в Зал славы астронавтов.
Был женат и имел дочь и сына.
Скончался 17 августа 2023 года на 86-м году жизни.